# Осум
Осум (на албански: Osum) е река в Южна Албания. Дължината ѝ е 161 km с площ на водосборния басейн 2073 km². Извира от района на Корча и заедно с Девол образуват Семани, оттичаща се в Адриатическо море. Средногодишен дебит 32,5 m³/s.
Реката протича през територия тясно свързана със средновековната история на България. По течението на реката има разкрити 8 крепости, сред които Томор и Белградска крепост (Албания).